# Nacaduba cerbara
Nacaduba cerbara är en fjärilsart som beskrevs av Hans Fruhstorfer 1916. Nacaduba cerbara ingår i släktet Nacaduba och familjen juvelvingar. Inga underarter finns listade i Catalogue of Life.